# Trachusa manni
Trachusa manni là một loài Hymenoptera trong họ Megachilidae. Loài này được Crawford mô tả khoa học năm 1917.